# ۱۱۴ (قمری)
۱۱۴ (قمری)، صد و چهاردهمین سال در گاهشماری هجری قمری است. اول محرم این سال برابر با هفتم مارس سال ۷۳۲ میلادی است.

## درگذشتگان
- ۷ ذیحجه: محمد باقر امام پنجم شیعیان.

## وابسته
- جعفر صادق
- اسرائیلیات
- وهب بن منبه
- ابوخالد کابلی